# الذكاء الاصطناعي في مشاريع ويكيميديا
الذكاء الاصطناعي في مشاريع ويكيميديا يتم استخدام الذكاء الاصطناعي في ويكيبيديا وغيرها من مشاريع ويكيميديا بهدف تطوير هذه المشاريعحيث يعتبر التفاعل بين البشر والبوتات في مشاريع ويكيميديا عملية روتينية وتكرارية.

## استخدام الذكاء الاصطناعي في مشاريع ويكيميديا
تسعى مشاريع مختلفة إلى تحسين ويكيبيديا ومشاريع ويكيميديا الأخرى من خلال استخدام أدوات الذكاء الاصطناعي.

### خدمة تقييم المراجعات الموضوعية (ORES)
هو نظام ذكاء اصطناعي تم تطويره من قِبل مؤسسة ويكيميديا عام 2015، لمساعدة المحررين في تقييم جودة التعديلاتواكتشاف التخريب الذي يمكن أن يحصل، وتصنيف المحتوى حسب جودته، وتحسين المقالات بسهولة.

### بوتات ويكيبيديا
من أبرز البوتات المستخدمة لمكافحة التخريب في ويكيبيديا هو ClueBot NG، تم تطوير هذا البوت من قِبل مستخدمي ويكيبيديا كريستوفر برينمان وناومي أميثيست في عام 2010، ليكون الجيل التالي من البوت الأصلي ClueBot، الذي أُنشئ في عام 2007، NG تعني الجيل التاليويستخدم ClueBot NG تقنيات التعلم الآلي وإحصائيات بايز لتحديد ما إذا كان التعديل تخريبًا.

### مشروع Detox
مشروع Detox هو مبادرة من جوجل بالتعاون مع مؤسسة ويكيميديا للبحث عن طرق للتعامل مع المستخدمين الذين ينشرون تعليقات غير لائقة في مناقشات مجتمع ويكيميديا، وتضمنت جوانب المشروع تعاونًا بين مؤسسة ويكيميديا وفريق Jigsaw لاستخدام الذكاء الاصطناعي في البحث الأساسي وتطوير حلول تقنية لمعالجة هذه المشكلة.
في أكتوبر 2016، نشرت المنظمتان دراسة بعنوان Ex Machina: Personal Attacks Seen at Scale، تناقش نتائج المشروع، وقد غطت وسائل إعلام شهيرة هذا البحث، مسلطة الضوء على السياق الاجتماعي للمشكلة التي يعالجها المشروع.

### تقليل التحيز
في أغسطس 2018، أفادت شركة تُدعى Primer بمحاولتها استخدام الذكاء الاصطناعي لإنشاء مقالات على ويكيبيديا عن النساء، كوسيلة لمعالجة التحيز القائم على النوع الاجتماعي في ويكيبيديا.

### النماذج التوليدية
في عام 2022، أدى الإطلاق العام لـ ChatGPT إلى زيادة التجارب باستخدام الذكاء الاصطناعي في كتابة مقالات ويكيبيديا، أثار ذلك نقاشًا حول مدى ملاءمة النماذج اللغوية الضخمة لمثل هذه الأغراض، خاصة في ظل ميلها إلى إنتاج معلومات خاطئة تبدو معقولة، بما في ذلك مراجع وهمية، وكتابة نصوص لا تتسم بالنبرة الموسوعية، وإعادة إنتاج التحيزات الخوارزميةاعتبارًا من مايو 2023، اقترحت مسودة سياسة في ويكيبيديا بشأن استخدام ChatGPT والنماذج اللغوية المماثلة، أن يتجنب المستخدمون غير المتمرسين في التعامل مع هذه النماذج استخدامها بسبب المخاطر المذكورة، إلى جانب إمكانية التعرض لتهم التشهير أو انتهاك حقوق الطبع والنشر.

### وسائل إعلام أخرى
يوجد مشروع في ويكيبيديا يُعرف باسم WikiProject AI Cleanup، يهدف إلى العثور على النصوص والصور التي تم إنشاؤها بواسطة الذكاء الاصطناعي وإزالتها.

## استخدام مشاريع ويكيميديا لتطوير الذكاء الاصطناعي
يُعتبر المحتوى في مشاريع ويكيميديا مفيدًا كبيانات في تطوير أبحاث الذكاء الاصطناعي وتطبيقاته، على سبيل المثال تم استخدام مجموعة بيانات تحتوي على مئات الآلاف من تعليقات صفحات النقاش في ويكيبيديا مع تصنيف يدوي لمستويات السمية في تطوير واجهة برمجة التطبيقات Perspective الخاصة بجوجل، والتي تُحدد التعليقات السامة في المنتديات الإلكترونيةوتُعد أجزاء من محتوى ويكيبيديا من أكبر مجموعات البيانات المُنظمة بشكل جيد والمُتاحة لتدريب الذكاء الاصطناعي.
أفادت دراسة نُشرت في عام 2012 بأن أكثر من 1000 مقالة أكاديمية، بما في ذلك تلك التي تستخدم الذكاء الاصطناعي، تناولت ويكيبيديا،سواء من خلال إعادة استخدام المعلومات منها، أو استخدام إضافات تقنية مرتبطة بها، أو دراسة التواصل المتعلق بويكيبيديا، ووصفت دراسة أُجريت في عام 2017 ويكيبيديا بأنها المصدر الأم والأساسي للنصوص التي تم إنشاؤها بواسطة البشر والمُتاحة لتدريب نماذج التعلم الآلي.
أشار مشروع بحثي في عام 2016 بعنوان دراسة مئوية عن الذكاء الاصطناعي إلى أن ويكيبيديا تُعد مشروعًا رئيسيًا لفهم التفاعل بين تطبيقات الذكاء الاصطناعي وتفاعل البشر معها. هناك قلق بشأن غياب الإشارة إلى مقالات ويكيبيديا في النماذج اللغوية الضخمة مثل ChatGPT، على الرغم من أن سياسة ترخيص ويكيبيديا تسمح لأي شخص باستخدام نصوصها، بما في ذلك تعديلها، إلا أنها تشترط الإشارة إلى المصدر، وهذا يعني أن استخدام محتواها في إجابات النماذج الذكية دون توضيح المصدر قد يشكل انتهاكًا لشروط الاستخدام الخاصة بها.